# Maison de la famille Hadži-Pavlović à Sokobanja
La maison de la famille Hadži-Pavlović à Sokobanja (en serbe cyrillique : Кућа породице Хаџи-Павловић у Сокобањи ; en serbe latin : Kuća porodice Hadži-Pavlović u Sokobanji) se trouve à Sokobanja et dans le district de Zaječar, en Serbie. Elle est inscrite sur la liste des monuments culturels protégés de la république de Serbie (identifiant no SK 763),.

## Présentation
La maison, située 1 rue Ivana Vušovića, a été construite en 1907.